# 短锥玉山竹
短锥玉山竹（学名：Yushania brevipaniculata），又名大箭竹，为禾本科玉山竹属下的一个种。

## 扩展阅读
- 維基物種上的相關：短锥玉山竹